# Кей'ун
Кей'ун (яп. 慶雲 — кей'ун, «райдужні хмари») — ненґо, девіз правління імператора Японії з 704 по 707 роки.
Більшість періоду правив Імператор Момму, у серпні 707 року він помер і стала правити його мати Ґеммей.

## Порівняльна таблиця
| Роки Кей'ун             | 1    | 2    | 3    | 4    | 5    |
| Григоріанський календар | 704  | 705  | 706  | 707  | 708  |
| Китайський календар     | 甲辰 | 乙巳 | 丙午 | 丁未 | 戊申 |